# 钱天白
钱天白（1945年—1998年5月8日），中科院计算机网络信息中心客座研究员，CNNIC工作委员会副主任委员，国务院信息办安全专家组成员。他曾为中国的互联网建立作出过贡献。

## 生平
钱天白1945年出生在无锡的一个书香门第之家，1963年他以平均分93分的高分进入清华大学无线电系无线电技术专业3班。毕业后因政治成分原因曾被分配到继电
1990年钱天白加入CANET项目。1990年10月10日，王运丰与措恩在卡尔斯鲁厄大学商讨，王运丰定下“CN”两个字母作为域名。1990年11月28日，措恩在德国卡尔斯鲁厄大学内建立.cn顶级域名服务器，在SRI-NIC（Stanford Research Institute’s Network Information Center）注册登记中国的顶级域名.CN及开通.CN的国际电子邮件服务，将当时负责行政联络的钱天白教授登记为管理联系人员。1992年底中科院院网（CASNET）建成，CN服务器移入该网络。1997年5月30日，国务院信息化工作领导小组办公室发布《中国互联网络域名注册暂行管理办法》，授权中国科学院成立中国互联网络信息中心（CNNIC），该工作由钱天白主持。
1998年5月，钱天白心脏病突发去世，享年53岁。

## 澄清
1987年9月，CANET在北京计算机应用技术研究所内正式建成中国第一个国际互联网电子邮件节点，曾有说法称钱天白于9月14日发出了中国第一封电子邮件：“Across the Great Wall we can reach every corner in the world.（越过长城，走向世界）”。但据时任中国兵器工业计算机研究所所长的李澄炯与卡尔斯鲁大学教授维尔纳·措恩回忆，该邮件为李澄炯和当时的机电部科学研究院副院长王运丰连同措恩合作发出，1987年钱天白仍在美国美国CST公司学习。
另外在他去世后，媒体报道的文章将一些国内互联网早期发展的功绩归在他身上，但从现有的文献参考看，很多工作应为互联网早期工作者的共同成果。而他更多参与一些联络及行政管理方面的工作。

## 生活
他身体力行地大量使用互联网电子邮件作为工作及生活的辅助手段，并不断向身边的人介绍互联网。为国内的互联网发展做出巨大贡献。
他对兄弟姐妹十分关照。他妻子于婚后不久发现患上重病，他20多年不离不弃照顾妻子直至其去世，之后又尽力照顾其父母。